# Arquer
|  | Per a altres significats, vegeu «Arquer (desambiguació)». |

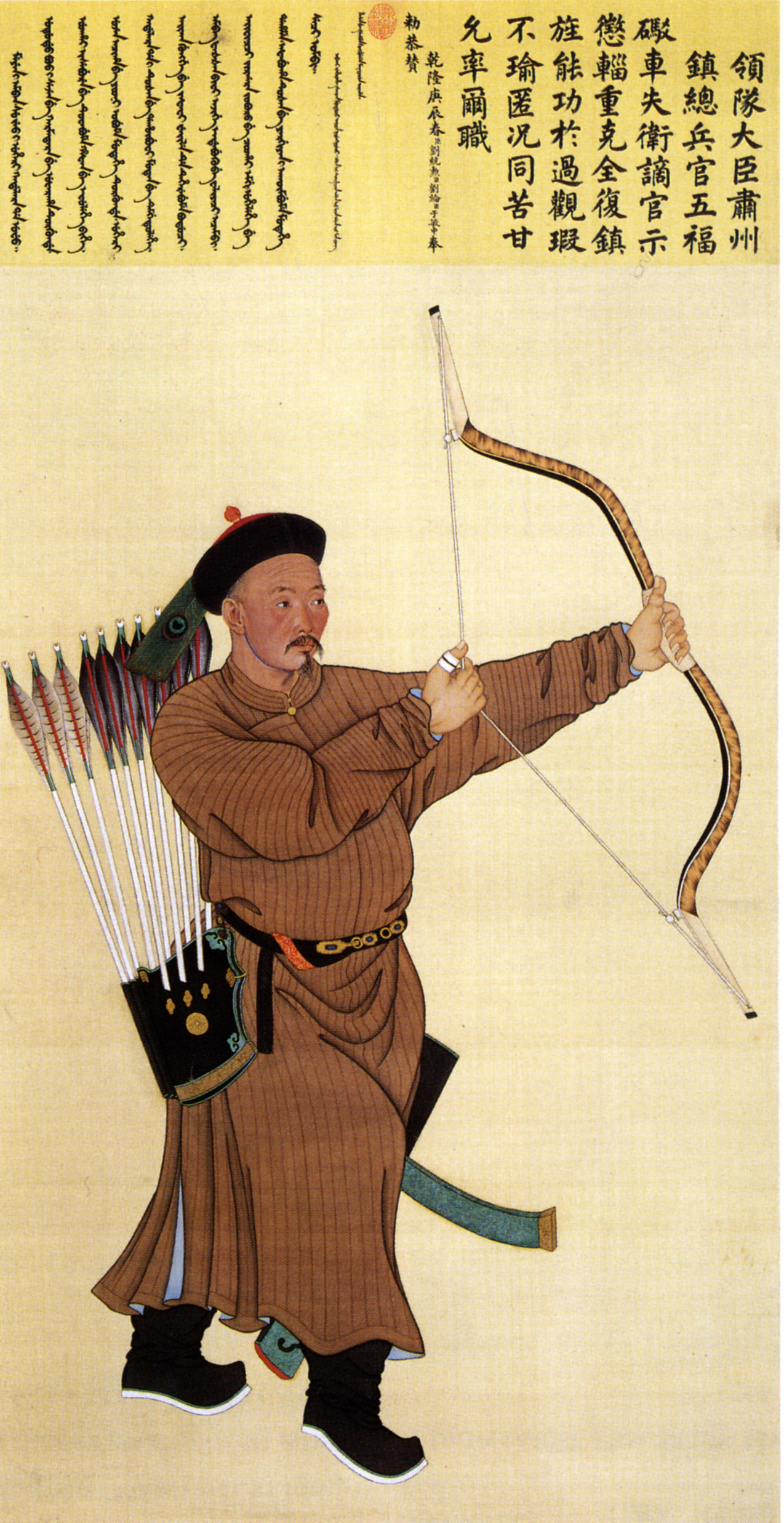
Wu Fu, general de la regió de Gansu.

L'arquer era un soldat que disparava sagetes (varetes de fusta amb punta d'acer, sílex, obsidiana…) amb un arc, bastó de fusta flexible o d'una altra matèria elàstica (de vegades acer), tensat pels extrems amb una corda o bordó, formant una corba. L'ús de l'arc com a arma de caça i de guerra es remunta al Paleolític superior. Els monuments egipcis, perses, assiris, etc. són testimoni de l'existència de combatents armats amb arc.
Els exèrcits podien emprar els arquers no solament per matar enemics sinó amb altres estratègies, ja que tenien la possibilitat de llançar les seves sagetes portant estopes enceses per tal d'incendiar edificacions o estructures fetes amb materials inflamables com: palissades de fusta, sacs terrers protectors, vaixells, veles de naus, elements fets amb teixits, etc.
Durant l'edat mitjana els arquers van ser una arma de gran importància: els arquers anglesos, en aniquilar la cavalleria francesa, van ser els artífexs de la victòria a Azincourt el 1415. Substituïts progressivament pels ballesters i els arcabussers, els arquers es van utilitzar a França fins al segle xvi i a Anglaterra fins al xvii, els russos van emprar arquers en les Guerres Napoleòniques.
Lluís XI va crear a França el Cos d'Arquers de la Guàrdia Escocesa, i a finals del segle xv, es va introduir a Espanya la Guàrdia Reial d'Arquers de Borgonya, que vestien uniforme groc, amb franges vermelles i blanques. L'Emperador Carles V va crear els Arquers de corps, que van continuar en exercici durant la dominació de la Casa d'Àustria fins que Felip V els va substituir per la Guàrdia de corps.
Text extret de les «Etiquetes de Palau» de 1647:
 Tots els Archers an d'estar contínuament en ordre, amb els seus cavalls i armes, que són gola, armadura, espatllera i mànigues de malla, morrions, i pistoles, i els cavalls an de ser de la mida i bondat que és necessari i combenient. estant en la guerra demés de les dites armes, an de tenir celada, borgonyona, braçalet i guardabraç. 